# Forces d'opérations spéciales
 (novembre 2024).
Si vous disposez d'ouvrages ou d'articles de référence ou si vous connaissez des sites web de qualité traitant du thème abordé ici, merci de compléter l'article en donnant les références utiles à sa vérifiabilité et en les liant à la section « Notes et références ».
Les forces d’opérations spéciales (Special Operations Forces ou SOF en terminologie OTAN) désignent des unités militaires instruites, organisées, entraînées et équipées pour conduire un très large éventail de missions particulières, seules ou en complément des forces conventionnelles, afin d’atteindre des objectifs militaires, politiques, de guerre économique ou de guerre psychologique, donc de nature stratégique, à l’aide de moyens non conventionnels[C'est-à-dire ?], et cela dans des zones hostiles ou sensibles.

## Désignation
Dans les forces armées américaines, le terme Special Operations Forces désigne les forces d'opérations spéciales en général, et le terme de Special Forces est strictement réservé aux unités de « bérets verts » de l'US Army. Dans les médias anglophones, le terme special forces désigne de manière générale les forces spéciales.

## Forces spéciales et forces d’opérations spéciales

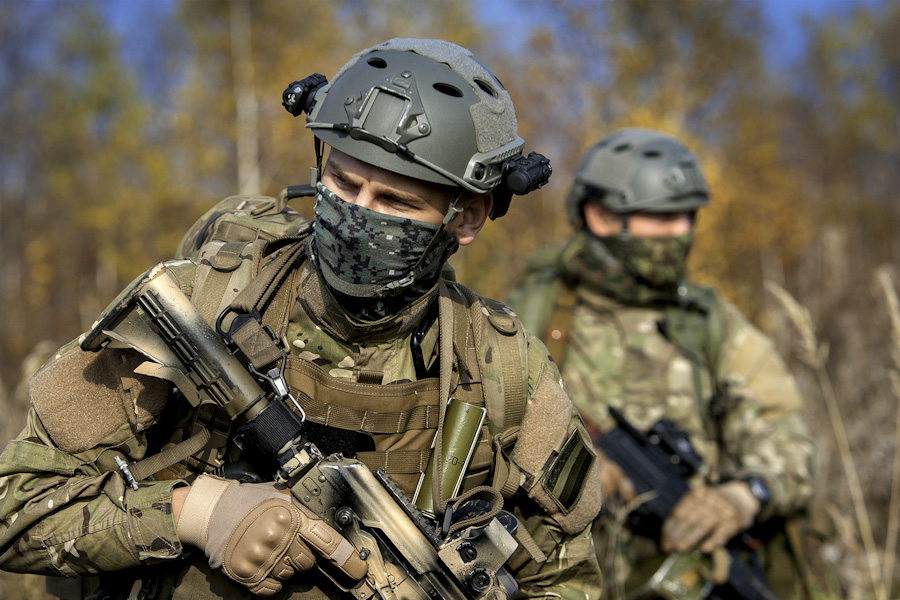
Les spetsnaz sont une force spéciale des forces armées russes.

Les forces spéciales sont le bras armé des SOF qui comprennent également les spécialistes des opérations civilo-militaires (en anglais : Civils affairs) et de guerre psychologique (PSYOPS). Les Forces spéciales sont spécifiquement chargées des missions de combat, reconnaissance et d’antiterrorisme.
Le US Special Operations Command (SOCOM) commande la plupart des forces d'opérations spéciales des forces armées des États-Unis. Le Commandement des opérations spéciales français et le Commandement des Forces d'opérations spéciales du Canada, eux, ne dirigent que des forces spéciales et ne comprennent pas d'unités de guerre psychologique ni d'affaires civilo-militaires. 

## Missions
Suivant la définition de l’armée américaine, les SOF garantissent aux armées des forces alliées et des pays amis un soutien en formation et entraînement, des échanges et contacts avec ces mêmes pays, de l’assistance médicale lors des opérations humanitaires, etc.
En temps de crise, les SOF sont chargées d’activer des réponses adéquates à la menace, contre le ou les potentiels adversaires, ou encore de réorganiser socialement des régions - voire tout un pays - après des événements majeurs (émeutes, révolutions, guerres, catastrophes naturelles, etc.).

## Dans la culture
La série télévisée documentaire française Opérations spéciales : « Grâce à des témoignages inédits et des reconstitutions de qualité, cette série relate pour la première fois les opérations secrètes les plus audacieuses et les plus délicates que les forces spéciales ont menées ces dernières années. De leur préparation au centre opérationnel à leur déroulement sur le terrain. »